# Oecetis brignolii
Oecetis brignolii là một loài Trichoptera trong họ Leptoceridae. Chúng phân bố ở miền Cổ bắc.